# Eumorpha vitis
Eumorpha vitis, conhecida como mariposa-da-videira, é uma mariposa neotropical da família Sphingidae, descrita por Carl Linnaeus em 1758. A espécie é notável por sua coloração predominantemente verde-oliva e rosa nas asas posteriores, sendo um polinizador crepuscular e noturno em diversos ecossistemas onde ocorre.

## Descrição morfológica
Eumorpha vitis possui uma envergadura alar que varia de 85 a 105 milímetros. As asas anteriores exibem um padrão complexo de tons verde-oliva, marrom e creme, com uma faixa pálida distinta que se estende do meio da costa até o ápice da asa. Uma mancha discal escura e pequena também é visível. As asas posteriores são a característica mais marcante, apresentando uma coloração rosa-avermelhada intensa na base, que transita para uma ampla faixa submarginal escura, e uma mancha azul-acinzentada perto do ângulo anal. O corpo é robusto e aerodinâmico; o tórax é verde-oliva com listras laterais mais claras, e o abdômen segue o mesmo padrão, com segmentos marcados por linhas finas.
A lagarta em seu último ínstar é grande, podendo atingir até 70 milímetros de comprimento. Sua coloração é variável, com formas verdes, amareladas e marrom-avermelhadas. Caracteriza-se pela presença de grandes ocelos nos primeiros segmentos abdominais e um corno caudal fino e recurvado, que é perdido antes da pupação, sendo substituído por uma pequena protuberância.
A pupa é de coloração marrom-escura, robusta e mede cerca de 50 milímetros. É formada em uma câmara subterrânea rasa, escavada no solo pela lagarta. O cremaster, estrutura no final do abdômen, é curto e triangular, usado para ancoragem.

## Distribuição e habitat
A espécie tem uma ampla distribuição, ocorrendo desde a Argentina, por toda a América Central e do Sul, até o Canadá. No Brasil, há registros em múltiplos biomas, incluindo a Amazônia, o Cerrado e a Mata Atlântica. No estado do Maranhão, a presença de Eumorpha vitis é documentada em áreas de vegetação de cerrado e em matas de galeria associadas a cursos d'água, onde suas plantas hospedeiras são mais abundantes. Habita preferencialmente bordas de florestas tropicais e subtropicais, vinhedos, pomares e jardins suburbanos.

## Biologia e ecologia
Período de voo: Nos trópicos, os adultos de Eumorpha vitis voam durante todo o ano, permitindo a ocorrência de múltiplas gerações. Em regiões subtropicais como a Flórida, os picos populacionais ocorrem entre março e outubro. Registros no Maranhão indicam atividade noturna, com adultos sendo frequentemente atraídos por fontes de luz.
Alimentação: Os adultos são nectarívoros e se alimentam do néctar de uma variedade de flores de corola profunda, como as de petúnia, madressilva e jasmim. As lagartas alimentam-se principalmente de folhas de plantas da família Vitaceae, incluindo videiras cultivadas e espécies nativas de Vitis e Cissus. Também são registradas em plantas da família Onagraceae.
Comportamento reprodutivo: As fêmeas depositam seus ovos isoladamente na parte inferior das folhas das plantas hospedeiras. Os ovos são esféricos, de coloração esverdeada e translúcida. O ciclo de vida completo, do ovo ao adulto, pode ser concluído em aproximadamente dois meses em condições favoráveis de temperatura e umidade.

## Estado de conservação
Eumorpha vitis é classificada como de Menor Preocupação (LC) devido à sua vasta distribuição geográfica e populações consideradas estáveis. A espécie demonstra grande capacidade de adaptação a ambientes alterados pela ação humana, como áreas agrícolas e urbanas, o que contribui para sua resiliência. Embora o uso de pesticidas em vinhedos possa impactar populações locais de lagartas, não representa uma ameaça significativa à espécie em escala global.